# Матвєєв Дмитро Гнатович
Дмитро Гнатович Матвєєв (1900, село Глухово Старицького повіту Тверської губернії, тепер Тверської області, Російська Федерація — розстріляний 26 травня 1937, місто Москва, тепер Російська Федерація) — радянський партійний та комсомольський діяч. Кандидат у члени ЦВК СРСР 3-го скликання. Кандидат у члени ЦК ВКП(б) у 1925—1927 роках.

## Життєпис
Народився в селянській родині. Трудову діяльність розпочав підручним розмітника металу на заводі «Бреннер» у місті Ревелі (Таллінні). У 1917 році працював в місті Архангельську, де створив перший осередок Соціалістичної спілки робітничої молоді. У 1918 році вступив до комсомолу (Російської комуністичної спілки молоді).
У 1918 році — голова організації Російської комуністичної спілки молоді (РКСМ) Балтійського заводу в Петрограді.
Потім служив у Червоній армії, учасник громадянської війни в Росії.
Член РКП(б) з 1920 року.
У 1922 році — завідувач економічно-правового відділу та член бюро Петроградського губернського комітету РКСМ.
У 1922—1923 роках — секретар Бакинського міського комітету Комуністичної спілки молоді (КСМ) Азербайджану.
У 1923—1925 роках — секретар Московського міського комітету РКСМ (РЛКСМ).
16 березня 1925 — 21 червня 1927 року — секретар і член Бюро ЦК РЛКСМ (ВЛКСМ).
З 1934 по вересень 1936 року — аспірант Московського енергетичного інституту.
11 вересня 1936 року заарештований органами НКВС. 25 травня 1937 року за звинуваченням в участі в контрреволюційній терористичній організації засуджений Військовою колегією Верховного суду СРСР до страти, наступного дня розстріляний. Похований на території Донського монастиря в Москві.
Посмертно реабілітований 18 липня 1961 року.